# Bella Tola
La Bella Tola est un sommet des Alpes valaisannes, au-dessus du village de Saint-Luc, qui culmine à 3 025 m d'altitude. Il fait partie de la crête allant, du sud au nord, du col de Tracuit au Gorwetschgrat.
Deux arêtes quittent le sommet de la Bella Tola, vers le nord-ouest et le nord-est, entre lesquelles se trouvent les vestiges du glacier de la Bella Tola, sur le versant nord. L'arête nord-ouest rejoint le sommet du Rothorn.
La Bella Tola fait partie du domaine skiable de Saint-Luc/Chandolin et un téléski longe le sud, puis l'est de la montagne pour quasiment atteindre son sommet.

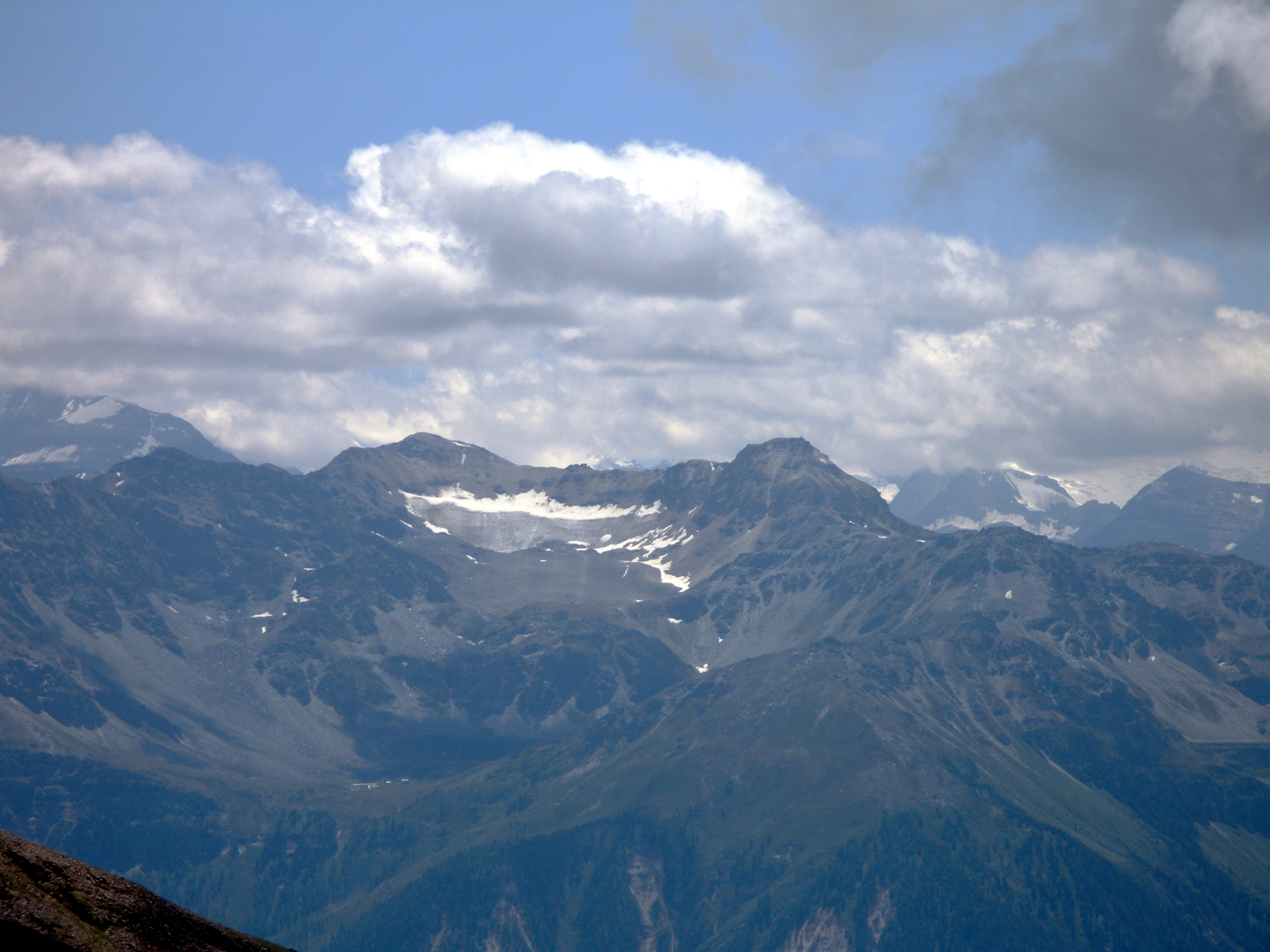
La face nord de la Bella Tola (au centre gauche) et le glacier de la Bella Tola vus du Torrenthorn.
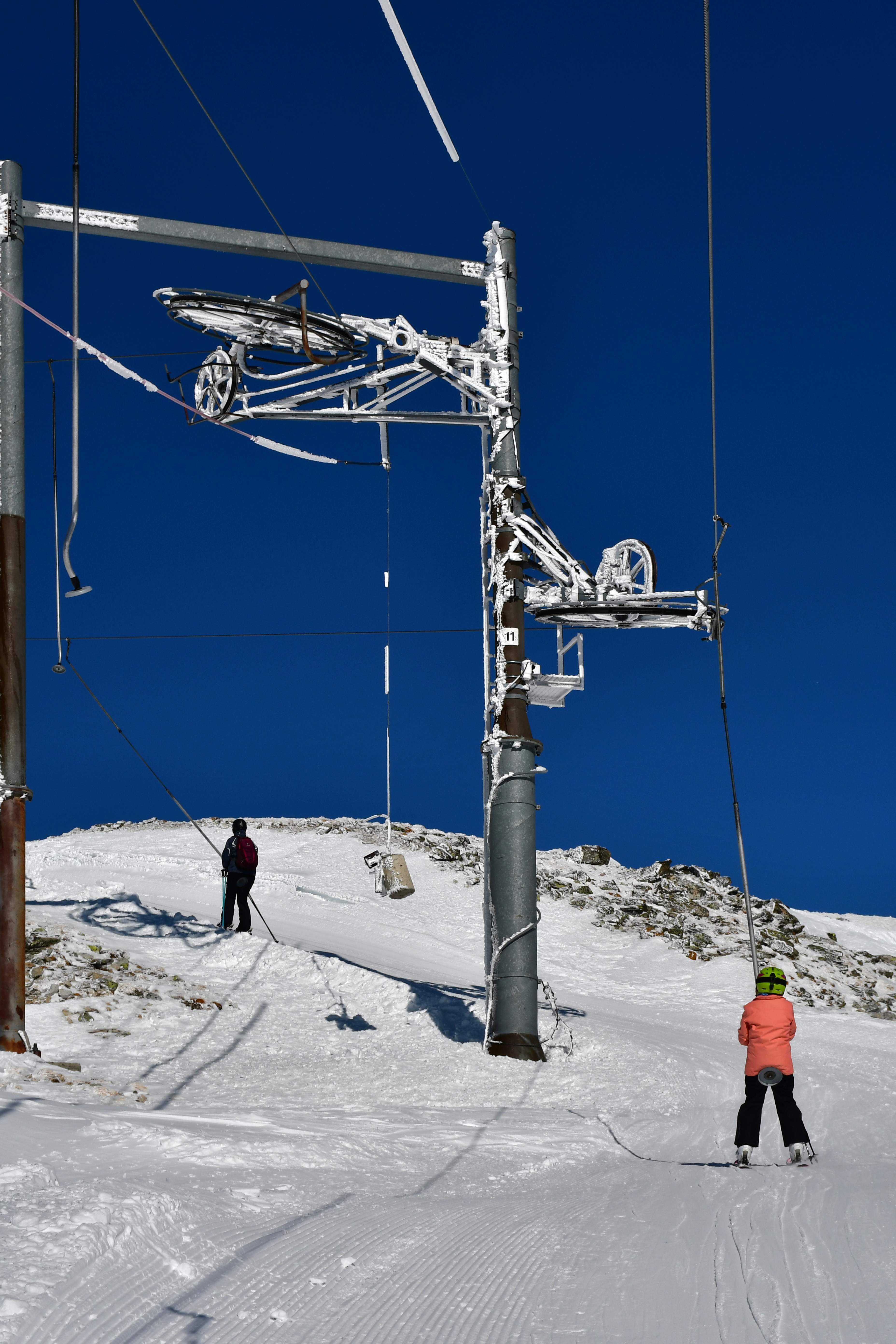
Le téléski de la Bella Tola, près du sommet.

## Toponymie
Bella vient du latin bellus, « beau ». Tola (ou töla) est un terme valaisan qui désigne une surface d’altitude ou une terrasse.